# 뷰티풀 마인드 (2001년 영화)
《뷰티풀 마인드》(영어: A Beautiful Mind)는 미국에서 2001년, 대한민국에서 2002년 개봉된 영화로, 노벨 경제학상을 수상한 미국의 수학자 존 포브스 내쉬의 삶을 다룬 영화이다. 영화 제작자 브라이언 그레이저가 존 내시에 관한 이야기를 듣고 영화를 제작하기로 결정하였고, 적합한 감독을 찾던 중에 자신과 생각이 같은 존 시나 감독이 연출을 맡았다. 주인공 존 내쉬역은 뉴질랜드 출신 영화 배우 러셀 크로우가 담당했다. 스토리 라인을 따라 진행된 독특한 연속 촬영 방식이 사용되었다.
대한민국에서는 CJ 엔터테인먼트에서 수입해 2002년 2월 22일에 개봉하였다.
또한 2002년 아카데미상 최우수작품상을 수상한 작품이기도 하다.

## 줄거리
1947년, 존 내시는 수학 카네기 장학금 공동 수상자로 마틴 핸슨과 함께 프린스턴 대학교에 입학한다. 그는 동료 수학 및 과학 대학원생인 솔, 아인슬리, 벤더와 룸메이트인 문학 학생 찰스 허먼을 만난다.
자신만의 독창적인 아이디어를 발표하기로 결심한 내시는 술집에서 한 무리의 여성들에게 어떻게 접근할지에 대해 급우들과 토론하는 동안 영감을 받는다. 내시는 협력적인 접근 방식이 성공 가능성을 높일 것이라고 주장하며, 이는 그가 지배 역학에 대한 새로운 개념을 개발하는 데 이르게 한다. 그의 이론은 그에게 MIT에서 일할 기회를 주었고, 그는 핸슨 대신 솔과 벤더를 선택하여 그와 함께한다.
1953년, 내시는 암호화된 적의 통신을 해독하기 위해 펜타곤으로 초대된다. MIT에서의 작업에 지루함을 느끼던 그는 미국 국방부의 신비한 윌리엄 파처에게 스카우트되어 기밀 임무를 맡는다: 잡지와 신문에 숨겨진 패턴을 식별하여 소련의 음모를 저지하는 것. 그는 저택의 드롭 지점에 접근할 수 있는 암호를 제공하는 삽입된 다이오드를 받는다. 내시는 자신의 작업에 점점 더 집착하고 편집증적으로 변한다.
내시는 학생인 앨리샤 라드와 사랑에 빠지고 결국 결혼한다. 파처와 소련 요원들 간의 총격전 이후, 내시는 임무를 그만두려 하지만 강제로 계속하게 된다. 하버드 대학교에서 초청 강연을 하던 중, 내시는 소련 요원들이 자신을 쫓고 있다고 믿고 강제로 진정제를 맞는다. 그는 로젠 박사의 보살핌을 받으며 정신과 시설에서 깨어난다.
로젠 박사는 앨리샤에게 내시가 조현병을 앓고 있으며, 찰스, 마시(찰스의 조카), 파처는 그의 상상 속에만 존재한다고 말한다. 앨리샤, 솔, 벤더는 그녀의 남편의 서재를 조사하는데, 그곳에는 다양한 뉴스 및 잡지 스크랩이 있다. 앨리샤는 드롭 지점에서 개봉되지 않은 "기밀 문서" 더미를 발견하고 내시에게 가져다주어 그의 임무의 진실을 밝힌다. 충격에 휩싸인 내시는 다이오드를 찾기 위해 팔을 찢지만, 다이오드는 존재하지 않는다. 내시는 인슐린 쇼크 요법을 받고 결국 퇴원한다. 항정신병제제 약물의 부작용에 좌절한 그는 몰래 복용을 중단한다. 그는 집 근처 창고에서 임무를 계속하라고 재촉하는 파처를 만난다.
1956년, 앨리샤는 내시가 재발했음을 발견하고 집으로 서둘러 돌아온다. 그녀는 내시가 "찰스"가 아기를 지켜보고 있다고 확신하며 갓난아들을 물이 틀어진 욕조에 남겨두었음을 발견한다. 앨리샤는 로젠 박사에게 전화하지만, 내시는 파처로부터 그들을 구한다고 믿으며 실수로 그녀와 아기를 때린다. 앨리샤가 아기를 데리고 도망치자, 내시는 그들이 처음 만났을 때부터 모두 똑같이 생겼다는 것, 특히 "마시"는 항상 어린 소녀로 남아있었다는 것을 깨닫고 그들이 환각임에 틀림없다고 결론짓는다. 로젠 박사의 조언에도 불구하고, 내시는 앨리샤의 도움으로 스스로 증상을 다룰 수 있다고 믿으며 다시 입원하지 않기로 결정한다.
내시는 프린스턴으로 돌아가 그의 옛 경쟁자이자 현재 수학과 학과장인 핸슨에게 접근하여 도서관에서 작업하고 수업을 수강할 수 있도록 허락받는다. 다음 20년 동안 내시는 환각을 무시하는 법을 배우고, 1970년대 후반에는 다시 강의할 수 있게 된다. 1994년, 내시는 게임 이론에 대한 공로로 노벨 경제학상을 수상하고 동료 교수들로부터 영예를 얻는다. 스톡홀름 시상식에서 그는 상을 아내에게 바친다. 내시는 시상식 후 찰스, 마시, 파처를 다시 만나지만, 그와 앨리샤, 그리고 그들의 아들이 떠나면서 그들을 무시한다.

## 캐스트
- 러셀 크로 - 존 내시
- 에드 해리스 - 윌리엄 파처
- 제니퍼 코널리 - 알리샤 내시
- 크리스토퍼 플러머 - 로젠 박사
- 폴 베타니 - 찰스 허먼
- 애덤 골드버그 - 솔
- 조시 루커스 - 핸슨
- 앤서니 랩 - 벤더
- 비비엔 카돈 - 마시

## 한국판 성우진(KBS) (2006년 12월 29일)
- 홍시호 - 존 내쉬(러셀 크로)
- 장광 - 파처(에드 해리스)
- 정미숙 - 알리시아 내쉬(제니퍼 코넬리)
- 김승준 - 찰스(폴 베타니)
- 최흘 - 로젠 박사(크리스토퍼 플러머)
- 김민석 - 한센(조쉬 루카스)
- 이재용 - 솔(아담 골드버그)
- 박상일 - 대학 교수(저드 허슈)
- 김관진 - 토마스(오스틴 펜들튼) / 장군(제시 도란) / 공사 직원
- 변현우 - 에슬리(제이슨 그레이 스탠퍼드)
- 위훈 - 벤더(앤서니 랩)
- 박찬희 - 공사 직원(제임스 월렌) / 대학생
- 송정희 - 존의 아들(마이클 에스퍼) / 대학생
- 은정 - 마시(비비엔 카돈) / 대학생